# Josep Armet i Portanell
Josep Armet i Portanell (Barcelona, 1 de març de 1842 - Barcelona, 3 d'octubre de 1911) fou un pintor i litògraf català, especialitzat en el paisatgisme, amb influències de l'escola d'Olot, en el gènere, el retrat i la pintura decorativa.
Va formar-se a l'Escola de la Llotja, de la mà de Martí i Alsina. El 1860 marxa a completar els seus estudis a Roma, on va fer amistat amb Marià Fortuny. Va rebre diversos premis en exposicions a diverses ciutats europees, com Madrid, Barcelona i Le Havre. Es poden veure diverses obres seves als museus de Barcelona.

## Obres a museus Catalans

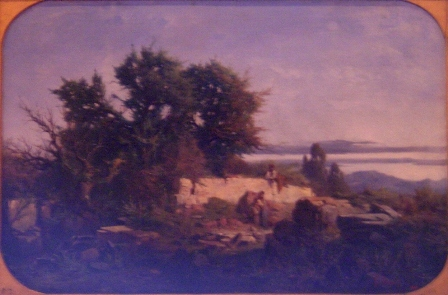
Paisatge català.

- Picadores a los toros, a la Biblioteca-Museu Víctor Balaguer, Vilanova i la Geltrú
- Paisatge català, a la Biblioteca-Museu Víctor Balaguer
- Paisatge català (un altre), a la Biblioteca-Museu Víctor Balaguer
- Paisatge amb figures, al Museu de l'Empordà, a Figueres
- Paisatge amb pont, al Museu de Badalona
- Paisatge de bosc, al Museu de Badalona
- Sense títol, al VINSEUM, Vilafranca del Penedès[4]
- Flors, al Museu Deu.[5]